# Каинганг
Каинганг — язык народа кайнганг, один из индейских языков Бразилии. Относится к семье же. Имеется около 18 тыс. носителей, проживающих на юге страны (штаты: Сан-Паулу, Парана, Санта-Катарина и Риу-Гранди-ду-Сул). До начала XX века имелись также носители в аргентинской провинции Мисьонес. Почти все носители владеют португальским.
Выделяют 4 основных диалекта: паранский, центральный, юго-западный и юго-восточный. В 1969 году была создана школа, где обучали представителей народа Кайнганг читать и писать на их родном языке. Перевод Библии на каинганг был издан в 1977 году. Имеется также словарь языка и несколько других изданий на каинганг.